# 台12線
台12線，為臺灣一條橫貫臺中市省道 ，目前全線路名已整編為臺灣大道。西起臺中市梧棲區之臺中港，東至臺中市中區之臺中車站，全長23.147公里，全路段均於臺中市境內；為連接臺中港、國道一號與臺中市區間最直接之路徑。
- 臺灣大道三段
- 東海別墅路段
- 臺灣大道六段（原中棲路），前方高架橋為福爾摩沙高速公路

## 歷史沿革

### 清領及日治時期
清領時期，台中至沙鹿有路可通行。日治時期，台中沙鹿道與沙鹿梧棲道均屬於指定道路。

### 1962年台灣公路第一次整編
1962年台灣各等級公路依公路法予以編號，台中～梧棲路段納編為縣道134號，而台中～南王田路段則編為台12線。縣道134號也是當時橫越大肚山的兩條公路之一（另一路線為當時台10線的清水～大雅路段）。1970年代十大建設展開，台中港開闢，中山高速公路也設置台中交流道聯絡台中港，當時的縣道134號日漸重要，且開始進行拓寬至今日水準。又當時的台12線路線雖短，但其身為省道西部幹線通往台中市的支線，地位相當重要。

### 1978年台灣公路第二次整編
1978年後，縣道134號正式升格為省道台12線，並將終點自臺灣大道、五權路口延伸至臺鐵臺中車站前。台中～南王田路段則改編為台12甲線。

### 1993年台灣公路第三次整編
原台12甲線與台中～大雅路段合併編為台1乙線。

### 近年變更
2011年10月，臺中市政府民政局正式開始執行將台12線的中正路、台中港路、中棲路整併成臺灣大道計畫。首先冠上副名稱「臺灣大道」，與原路名共存。2012年7月1日，正式掛上「臺灣大道」路名牌，直到2014年7月1日前都以原路名和「臺灣大道」共同掛牌。
2014年7月1日，臺灣大道（台12線）全線路牌整編已完成，原路名中正路、台中港路與中棲路皆正式走入歷史。

## 行經鄉鎮市區
全線均位於臺中市境內。
| 梧棲區                     | 梧棲市區   | 0.000                 | 台17線 · 臺灣大道十段    | 公路起點               |
| 梧棲區                     | 梧棲交流道 | 1.033                 | 台61線                   |                        |
| 梧棲區                     | 南簡       | 1.518                 | 中59線                   | 0                      |
| 梧棲區                     | 大庄       | 1.518                 | 中59線                   | 0                      |
| 梧棲區                     | 大庄       | －                    | 台1線                    | 交會處位於中華陸橋下方 |
| 2.888 跨越梧棲大排、海岸線 |            |                       |                          |                        |
| 沙鹿區                     | 沙鹿市區   | －                    | 中山路                   | 僅東出西入             |
| 沙鹿區                     | 沙鹿市區   | － 跨越中山路         |                          |                        |
| 沙鹿區                     | 沙鹿市區   | －                    | 中山路                   | 僅西出東入             |
| 沙鹿區                     | 竹林       | 4.851                 | 中67線 · 三民路 · 中山路 | 終點                   |
| 沙鹿區                     | 晉江寮     | －                    | 中68線                   | 終點                   |
| 沙鹿區                     | 六路厝     | －                    | （地區道路）             |                        |
| 沙鹿區                     | －         |                       |                          |                        |
| 沙鹿區                     | 坪頂       | －                    | 中69線                   | 終點                   |
| 沙鹿區                     | 坪頂       | －                    |                          |                        |
| 龍井區                     | 後壁崙     | 9.800                 | （地區道路）             |                        |
| 龍井區                     | 新庄子     | 11.135                | 中75線                   |                        |
| 西屯區                     | 水堀頭     | 15.424                | 市道125號                |                        |
| 西屯區                     | －         |                       |                          |                        |
| 西屯區                     | 台中交流道 | 16.200                | 國道一號                 |                        |
| 西屯區                     | 朝馬       | －                    | 市道127號                | 僅東出西入             |
| 西屯區                     | 朝馬       | 16.934 跨越 市道127號 |                          |                        |
| 西屯區                     | 朝馬       | －                    | 市道127號                | 僅西出東入             |
| 西屯區                     | 上石碑     | －                    | （地區道路）             |                        |
| 西屯區                     | 惠來厝     | －                    | （地區道路）             |                        |
| 西屯區                     | 惠來厝     | －                    |                          |                        |
| 西屯區                     | 惠來厝     | －                    | （地區道路）             |                        |
| 西屯區                     | 何厝       | －                    | （地區道路）             |                        |
| 西區                       | 麻園頭     | －                    | （地區道路）             |                        |
| 西區                       | 麻園頭     | －                    |                          |                        |
| 西區                       | 麻園頭     | －                    | （地區道路）             |                        |
| 北區                       | 乾溝子     | －                    | （地區道路）             |                        |
| 西區                       | 後壠子     | 21.489                | 台1乙線                  |                        |
| 北區                       | 後壠子     | －                    | （地區道路）             |                        |
| 中區                       | 臺中市區   | 23.147                | （地區道路）             | 公路終點               |
| 半套匝道                   |            |                       |                          |                        |

## 里程表
臺十二線
| 縣市   | 鄉鎮   | 里程數(KM) |
| ------ | ------ | ---------- |
| 臺中市 | 全區   | 23.5       |
| 臺中市 | 梧棲區 | 3.8        |
|        | 沙鹿區 | 6.1        |
|        | 龍井區 | 2.5        |
|        | 西屯區 | 7.5        |
|        | 西區   | 2          |
|        | 北區   | 0.3        |
|        | 中區   | 1.3        |

## 沿線設施與景點
| - 臺中港 - 臺中市梧棲區梧棲國民小學 - 梧棲站（藍線） - 梧棲交流道（ 台61線） - 臺中市梧棲區中正國民小學 - 童綜合醫院梧棲院區 - 大庄站（藍線） - 沙鹿車站（海岸線／藍線） - 臺中市立沙鹿工業高級中等學校 - 竹林站（藍線） - 臺中市沙鹿區竹林國民小學 - 靜宜大學站（藍線） - 靜宜大學 - 弘光科技大學 - 弘光科大站（藍線） - 正英路站（藍線） - 東海別墅站（藍線） - 東海大學 - 東海大學站（藍線） | - 臺中榮民總醫院 - 家樂福西屯店 - 澄清醫院站（藍線） - 澄清醫院中港分院 - 安和站（藍線） - 特力屋台中西屯店 - 台中交流道（ 國道一號） - 秋紅谷廣場 - 秋紅谷公園站（藍線） - 新光三越台中中港店 - Top city台中大遠百 - 林皇宮花園 - 市政府站（ 綠線、藍線） - 忠明國小站（藍線） - 臺中市西區忠明國民小學 - 廣三SOGO百貨 - 科博館站（藍線） - 國立自然科學博物館 - 茄苳腳站（藍線） - 臺中市中區區公所 - 臺中市公有第二零售市場 - 第二市場站（藍線） - 東協廣場 - 臺中車站（臺中線／藍線、橘線） |